# Trypetisoma australe
Trypetisoma australe är en tvåvingeart som först beskrevs av Malloch 1928.  Trypetisoma australe ingår i släktet Trypetisoma och familjen lövflugor. Inga underarter finns listade i Catalogue of Life.